# Cosmas von Maiuma

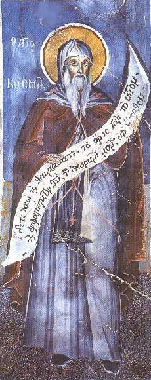
Cosmas von Maiuma

Cosmas von Maiuma; auch Cosmas von Jerusalem oder Cosmas Hagiopolites (* nach 675 in Damaskus (?); † 751 in Maiuma, Gaza) war ein Mönch, Bischof und Hymnendichter, der bereits früh als Heiliger der Orthodoxen und der Katholischen Kirche verehrt wurde. Sein Festtag ist der 25. Oktober, der nach julianischer Kalenderrechnung derzeit auf den 12. Oktober des gregorianischen Kalenders fällt.

## Leben
Bereits früh Waise geworden, wurde er von Sarjun ibn Mansur adoptiert; so wurde er der Stiefbruder von Johannes von Damaskus. Beide wurden von einem aus sarazenischer Gefangenschaft befreiten Mönch, ebenfalls mit Namen Cosmas, erzogen. Beide zogen von Damaskus nach Jerusalem, wo sie dem Lawra-Kloster Mar Saba beitraten. Im Jahr 743 verließ Cosmas das Kloster um Bischof von Maiuma bei der Stadt Gaza zu werden.

## Werk
Cosmas verfasste mehrere religiöse Hymnen, die zum Teil noch heute an hohen kirchlichen Festtagen der Ostkirche gesungen werden. Die Authentizität einiger Hymnen ist umstritten, da sein Lehrer ebenfalls ein Hymnendichter war.

## Darstellung
Von Cosmas sind nur wenige Darstellungen im Mönchsgewand in Fresken oder Ikonen bekannt.